# Thomas Jefferson University
Thomas Jefferson University ist eine private Universität in Philadelphia. Die Universität besteht aus sechs Colleges: Sidney Kimmel Medical College, Jefferson College of Biomedical Sciences, Jefferson College of Health Professions, Jefferson College of Nursing, Jefferson College of Pharmacy und das Jefferson College of Population Health.

## Geschichte

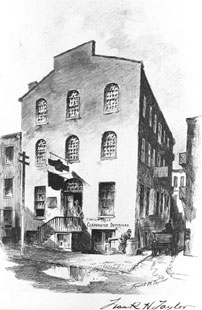
Das Tivoli Theater in Philadelphia

Die Anfänge der Universität liegen in einer Medizinschule, die im frühen 19. Jahrhundert von George McClellan und weiteren gegründet wurde. Zu diesem Zeitpunkt gab es in den Vereinigten Staaten nur vier Medizinschulen: Columbia University, University of Pennsylvania, Harvard University und Dartmouth College.
Die Gruppe um McClellan beantragte im Jahr 1824 dem Jefferson College in Canonsburg eine medizinische Schule hinzuzufügen. Dieser Antrag wurde genehmigt und in Philadelphia entstand das Jefferson Medical College mit administrativer und finanzieller Verantwortung in den Händen der Fakultät. Die ersten Abschlüsse konnten 1826 abgelegt werden und zwanzig Personen wurde am 14. April 1826 im Tivoli Building ihr MD-Zertifikat überreicht. Das Jefferson Medical College erhielt 1838 eine eigenständige Charta und trennte sich damit vom Jefferson College.
Zum Konzept des Jefferson Medical Colleges gehörte auch klinischer Unterricht als wichtiger Teil der Ausbildung. Aus diesem Grund gab es im Tivoli Theater, dem ersten Zuhause der Schule Räume um Patienten zu empfangen. Dieses Konzept einer Ambulanz zur Behandlung von Patienten unter Einbeziehung der Studenten wurde hier zum ersten Mal an einer medizinischen Fakultät in den Vereinigten Staaten eingeführt. Später gab es Zusammenarbeiten mit dem Krankenhaus von Philadelphia und dem Krankenhaus von Pennsylvania.
Schon bald reichte der Platz im Tivoli Theater nicht mehr aus und im Jahr 1828 wurde das Ely-Gebäude errichtet. Hier gab es zusätzlich einen Hörsaal im Untergeschoss und ein Amphitheater für Operationen im Obergeschoss. Im Jahr 1877 wurde ein Krankenhaus errichtet, in dem klinische Vorträge und Operationen im Pit abgehalten wurden. Dieses Krankenhaus war das zweite Krankenhaus in den Vereinigten Staaten, welches mit einer medizinischen Fakultät verbunden war. Es besaß ein Amphitheater mit 700 Plätzen, konnte 441 stationäre Patienten aufnehmen und behandelte im ersten Betriebsjahr 4659 ambulante Patienten.
Im Jahr 1841 lehrten am Jefferson Medical College einige der bedeutendsten Professoren der Zeit. Unter ihnen waren John K. Mitchell, Robley Dunglison, Joseph Pancoast, Thomas D. Mütter, Charles D. Meigs, Franklin Bache und Robert Huston. Mit Samuel D. Gross kehrte 1856 ein Absolvent des Jahres 1828 an das Jefferson Medical College zurück, der in der Zwischenzeit einen ausgezeichneten Ruf als pathologischer Anatom und Chirurg erworben hatte.
Die Thomas Jefferson University wurde im Jahr 1969 gegründet. Die neue Charta für die Universität begründete sie mitsamt ihren Bestandteilen: dem Jefferson Medical College, dem College of Allied Health Sciences (heute College of Health Professions), dem College of Graduate Studies und dem Jefferson Medical College Hospital.

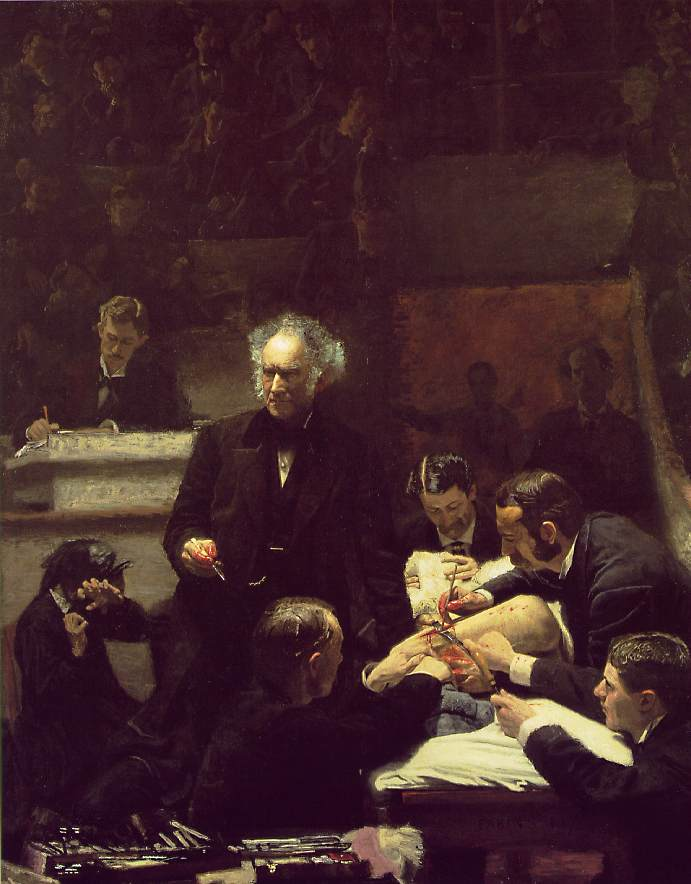
The Gross Clinic, Thomas Eakins

Im Januar 2007 verkaufte die Universität das Gemälde The Gross Clinic von Thomas Eakins für 68 Millionen US-Dollar an die Philadelphia Museum of Art, die es gemeinsam mit der Pennsylvania Academy of the Fine Arts erwarb.
Im Mai 2017 gab die Universität bekannt, dass sie mit der Philadelphia University zusammengehen wird. Der Name der Universität wird weiterhin Thomas Jefferson University lauten.

## Colleges
Das Jefferson Hospital Training College for Nurses wurde im Jahr 1891 gegründet. Heute ist es das Jefferson College of Nursing und bietet Studiengänge im Pflegebereich mit den möglichen Abschlüssen von Bachelor bis Promotion.
Im Jahr 1967 wurde das College of Allied Health Sciences gegründet. Es war der Versuch, für weitere Gesundheitsberufe akademische Programme anzubieten. Zu diesen zählen Biowissenschaften, Paar- und Familientherapie, Ergotherapie, Physiotherapie, Arzthelfer und Radiologie. Heute bekannt als das Jefferson College of Health Professions bietet es die Möglichkeit Abschlüsse von Bachelor bis Promotion zu erwerben.
Das Jefferson College of Biomedical Sciences bietet Kurse und Programme im Bereich der biomedizinischen Grundlagen- und Translationswissenschaften an, die zum Ph.D., zum Master-Abschluss und zum Abschluss von Zertifikatsprogrammen führen.
Im Jahr 2008 wurde das Jefferson College of Pharmacy gegründet. Das Doctor of Pharmacy-Programm ist vom Akkreditierungsrat für pharmazeutische Ausbildung akkreditiert.
Das Jefferson College of Population Health wurde ebenfalls 2008 gegründet. Es widmet sich der Erforschung von Strategien bezüglich der Gesundheit und Lebensqualität von Bevölkerungsgruppen.
Das Jefferson Medical College wurde 2014 nach einer Spende in Höhe von 110 Millionen US-Dollar nach Sidney Kimmel in Sidney Kimmel Medical College umbenannt.

## Jefferson University Hospitals

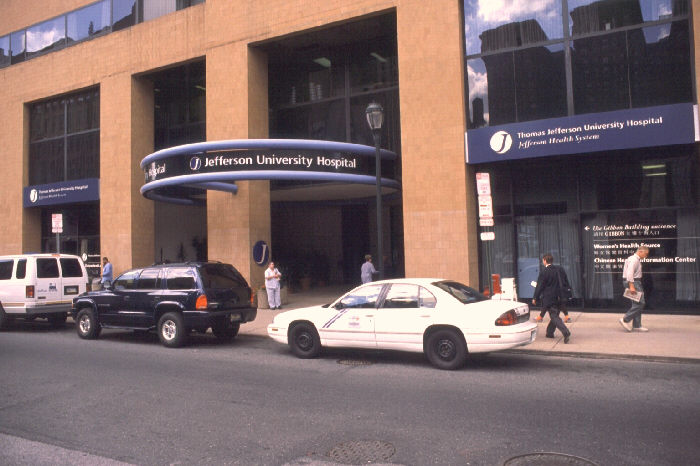
Thomas Jefferson University Hospital

Die Universität ist mit dem Thomas Jefferson University Hospital in Center City Philadelphia welches 1825 gegründet wurde, dem Jefferson Hospital for Neuroscience ebenfalls in Center City, dem Jeffersons Methodist Hospital und dem Jefferson at the Navy Yard beide in South Philadelphia und dem Jefferson at Voorhees in South Jersey verbunden.

## Sport
Die Universität hatte keine Sportteams, bis sie 2017 mit der Philadelphia University fusionierte. Die fusionierte Universität erbte das Sportprogramm der Philadelphia University. Die Sportteams sind die Jefferson Rams. Die Hochschule ist Mitglied der Central Atlantic Collegiate Conference in der NCAA Division II.